# Vaux-en-Amiénois
Vaux-en-Amiénois (picardisch: Veux-in-Anmiénoé) ist eine nordfranzösische Gemeinde mit 440 Einwohnern (Stand 1. Januar 2022) im Département Somme in der Region Hauts-de-France. Die Gemeinde liegt im Arrondissement Amiens und ist Mitglied im Gemeindeverband Amiens Métropole. Die Bewohner werden Valois und Valoises genannt.
Die Gemeinde erhielt 2023 die Auszeichnung „Zwei Blumen“, die vom Conseil national des villes et villages fleuris (CNVVF) im Rahmen des jährlichen Wettbewerbs der blumengeschmückten Städte und Dörfer verliehen wird.

## Geographie
Vaux-en-Amiénois liegt in der historischen Landschaft Amiénois in der Picardie. Zur acht Kilometer nordwestlich von Amiens gelegenen Gemeinde gehört der erhöht gelegene Weiler Frémont.
Umgeben wird Vaux-en-Amiénois von den sechs Nachbargemeinden:
| Vignacourt              | Flesselles                                  |            |
| Saint-Vaast-en-Chaussée | Kompassrose, die auf Nachbargemeinden zeigt | Bertangles |
| Saint-Sauveur           | Argœuves                                    |            |

## Geschichte
Vaux-en-Amienois verdankt seinen Namen dem Tal, in dessen Mulde das Dorf liegt, das bereits seit dem 12. Jahrhundert unter dem Namen „Vallis“ (lateinisch) oder „Vals“ (französisch) bekannt ist. Der Überlieferung nach predigte der Heilige Firminus in der Pfarrei. Ihm ist deshalb die Kirche gewidmet. Das Domkapitel von Amiens hatte seit dem Mittelalter starken Einfluss auf Vaux. Es gab insbesondere eine Zehntscheune, die bereits im 17. Jahrhundert verschwand, und hatte seit dem 12. Jahrhundert die örtliche Herrschaft inne. Seit 1144 ist in auf dem Gemeindegebiet der Weiler Frémont belegt.

## Einwohner
| 1962 | 1968 | 1975 | 1982 | 1990 | 1999 | 2006 | 2013 | 2020 |
| ---- | ---- | ---- | ---- | ---- | ---- | ---- | ---- | ---- |
| 286  | 309  | 322  | 401  | 392  | 389  | 428  | 420  | 424  |

## Verwaltung
Bürgermeister (maire) ist seit 2008 Daniel Leleu.

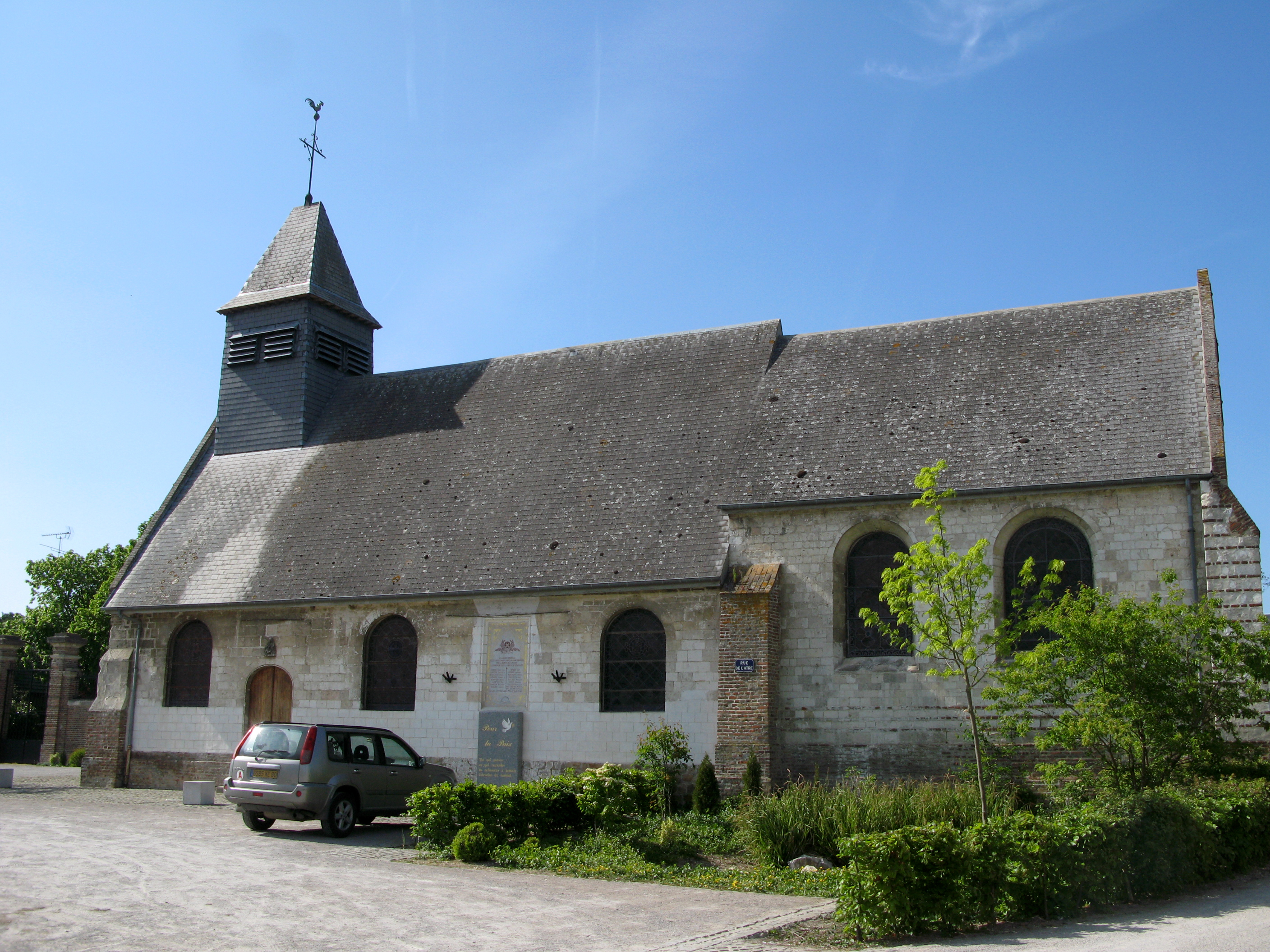
Pfarrkirche Saint-Firmin

## Sehenswürdigkeiten
- Die Pfarrkirche Saint-Firmin besitzt ein Langhaus aus dem 16. Jahrhundert und einen Chor aus dem 17. Jahrhundert. Sie birgt zahlreiche Ausstattungsgegenstände, die in der Base Palissy gelistet sind.
- In den Jahren 1799 bis 1800 errichtete Kapelle Saint-Pierre von Frémont mit erneuerter neugotischer Fassade